# From the River to the Ocean
From the River to the Ocean ist ein Jazzalbum von Fred Anderson und Hamid Drake. Die 2006 in den Soma Electronic Music Studios entstandenen Aufnahmen erschienen am 24. April 2007 auf dem Independent-Label Thrill Jockey.

## Hintergrund
Mit From the River to the Ocean setzte Anderson seine musikalische Partnerschaft mit dem Schlagzeuger Hamid Drake nach „Back Together Again“ (Thrill Jockey, 2004) fort, diesmal mit Hilfe der Bassisten Harrison Bankhead (der Teil von Andersons regulärem Trio mit Drake war), Joshua Abrams und dem Gitarristen Jeff Parker, die alle zuvor mit Anderson aufgenommen hatten. Bei „Strut Time“ wechselt Bankhead zum Cello; in „From the River to the Ocean“ spielt Bankhead wieder Bass, während Abrams zur Guimbri wechselt, die er auch in „Sakti / Shiva“ spielt. „For Brother Thompson“ ist eine Elegie an den Mitte 2006 verstorbenen Trompeter Malachi Thompson.

## Titelliste
- Fred Anderson & Hamid Drake: From the River to the Ocean (Thrill Jockey thrill 183)[1]

1. Planet E (Fred Anderson) 14:43
2. Strut Time (Fred Anderson) 21:15
3. For Brother Thompson (Harrison Bankhead) 7:44
4. From the River to the Ocean (Hamid Drake, Josh Abrams) 13:36
5. Sakti / Shiva (Fred Anderson, Hamid Drake, Josh Abrams) 6:25

## Rezeption
Sean Westergaard verlieh dem Album in Allmusic viereinhalb Sterne und schrieb, mit seinen fast 80 Jahren zeige Fred Anderson keine Anzeichen der Ermüdung. Mit Joshua Abrams, der auf ein paar Stücke auch Guimbri spielte, und Bankhead, der auf zwei anderen Cello oder Piano spielt, zeige das Album mehr Abwechslung, als die Besetzung zunächst vermuten lasse. Hamid Drake sei sicherlich einer der besten Schlagzeuger/Perkussionisten der Welt, und trotz seiner relativ geringen Bekanntheit außerhalb Chicagos sei Anderson einer der absolut größten Tenorsaxophonisten, der sich immer noch vorwärts bewege, aber nie die Melodie aus den Augen verliere. Beiden scheinen einfach nie die Ideen auszugehen; sie mögen als Avantgarde-Spieler bekannt sein, aber dieses Album sei absolut zugänglich und extrem gefühlvoll. From the River to the Ocean gehöre nicht nur zu Andersons besten Alben bis heute, es dürfte auch zu den besten Jazz-Alben des Jahres 2007 gehören.

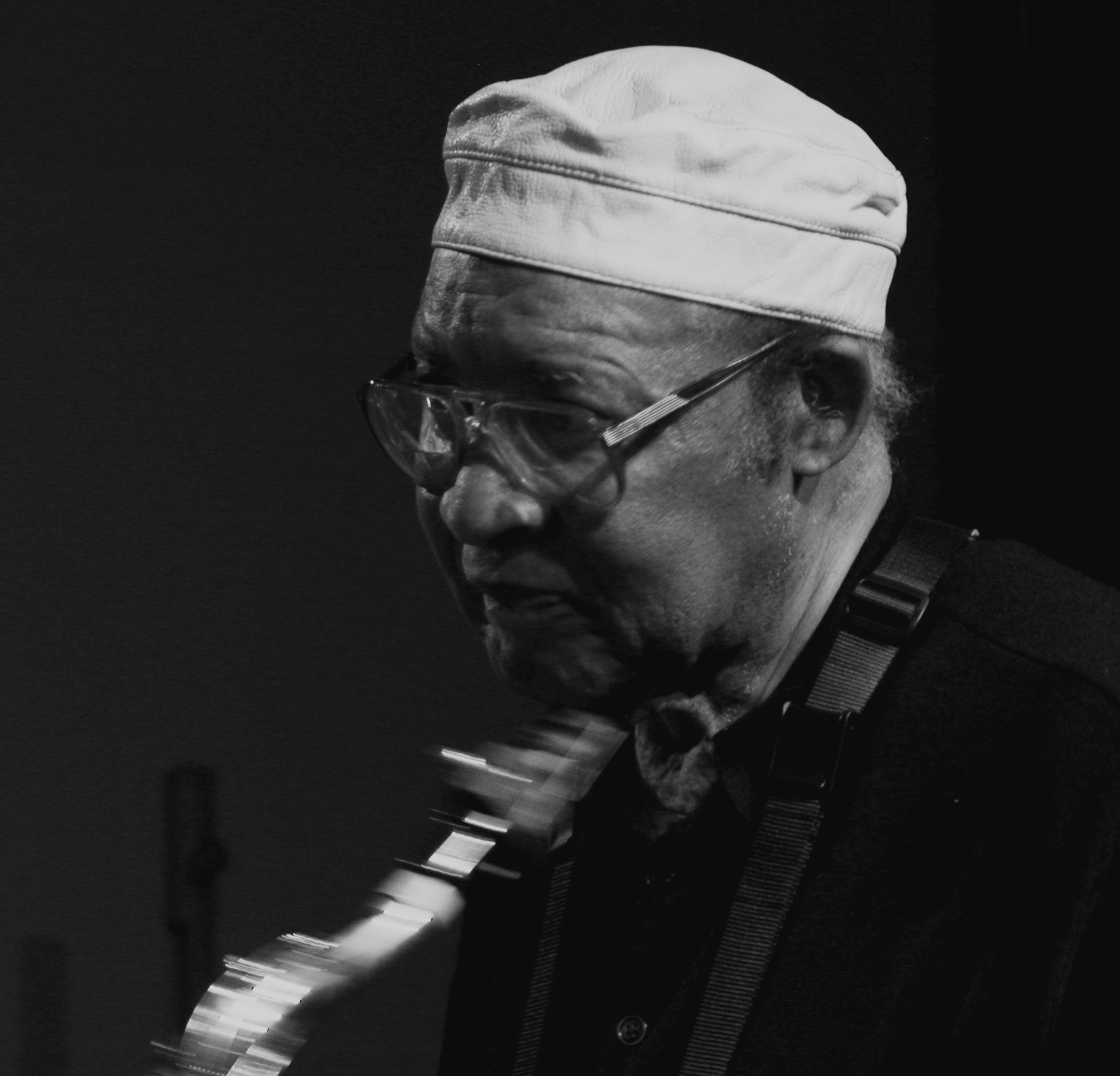
Fred Anderson (2005)

Nach Ansicht von Troy Collins, der das Album in All About Jazz rezensierte, hatte Anderson Kultstatus in der Chicagoer Jazzszene erlangt. Seine kantige, aber lyrische Tenor-Phrasierung sei sofort erkennbar, egal ob er spiralförmige Notenbänder ausbreite oder sich mit gefühlvoller Zurückhaltung entspanne. Unterstützt von Drakes fließenden, polyrhythmischen Grooves würden sie ein großartiges Paar bilden. Mit der postmodernen Vielseitigkeit Jeff Parkers und der überragenden Bassarbeit von Bankhead und Abrams (die beide zusätzliche Instrumente einsetzen) stünde dem Ensemble eine breite Klangpalette zur Verfügung. Die resonante, reife Schönheit auf From the River to the Ocean beweise, dass zeitgenössischer Free Jazz nicht immer weißglühend brennen müsse, um emotionale Hitze zu erzeugen; Siedeintensität könne zu den gleichen Ergebnissen führen.
Ebenfalls in All About Jazz schrieb Eyal Hareuveni, auf diesem Album würden Anderson und Drake ihre anhaltende Freundschaft bekräftigen und weiterhin die kreative und reife musikalische Bindung bestätigen, die sie im Laufe der Jahre perfektioniert hätten. Die ozeanische spirituelle Kreativität von Anderson, Drake und ihren Kollegen zeichne sich durch fröhliche Musikalität aus. Das Album sei sehr zu empfehlen.